# Hildegarda de Vinzgouw
Hildegarda de Vinzgouw (Suábia, 754 — Thionville, 30 de abril de 783), foi uma princesa germânica e segunda esposa de Carlos Magno. Ela era filha do conde Geraldo de Vintzgau, e Ema da Alemânia. O seu irmão Geraldo, tendo-se mostrado na guerra tornou-se praefectus da Baviera. Durante a Idade Média, passou a ser homenageada como a fundadora de vários mosteiros. Sua memória é celebrada em 30 de abril pelo catolicismo.

## Biografia
Com a idade de treze anos, em 771, ela se tornou a segunda esposa de Carlos Magno após o repúdio da Desiderata, a filha do último rei dos lombardos. Com o imperador, ela tem nove filhos, incluindo Luís, o Piedoso, o futuro imperador do Ocidente.
Ela acompanha o marido em suas campanhas. Durante a expedição para a Itália (773-774), está presente no cerco de Pavia, onde ela dá a luz a Adelaide que morre a caminho de casa no sul da França. Em Roma, ela oferece ao Papa Adriano I uma cobertura para o altar da Igreja de São Pedro. Da mesma forma, durante a campanha para a Espanha em 778, ela deu à luz gêmeos, Luís e Lotário, em Chasseneuil próximo de Poitiers.
Hildegarda manteve boas relações com a futura santo Lioba, que muitas vezes vem encontrá-la na corte. Ela fez várias doações para igrejas, especialmente às abadias de Reichenau e Kempten. Quanto a esta última, ela ofereceu em 774 os corpos dos santos Gordian e Épimaque.
Ela morreu com a idade de vinte e cinco anos na residência imperial de Thionville em resultado de seu nono parto. Ela é enterrada na abadia Saint-Arnould de Metz que se torna a necrópole da família de Carlos Magno.

## Veneração

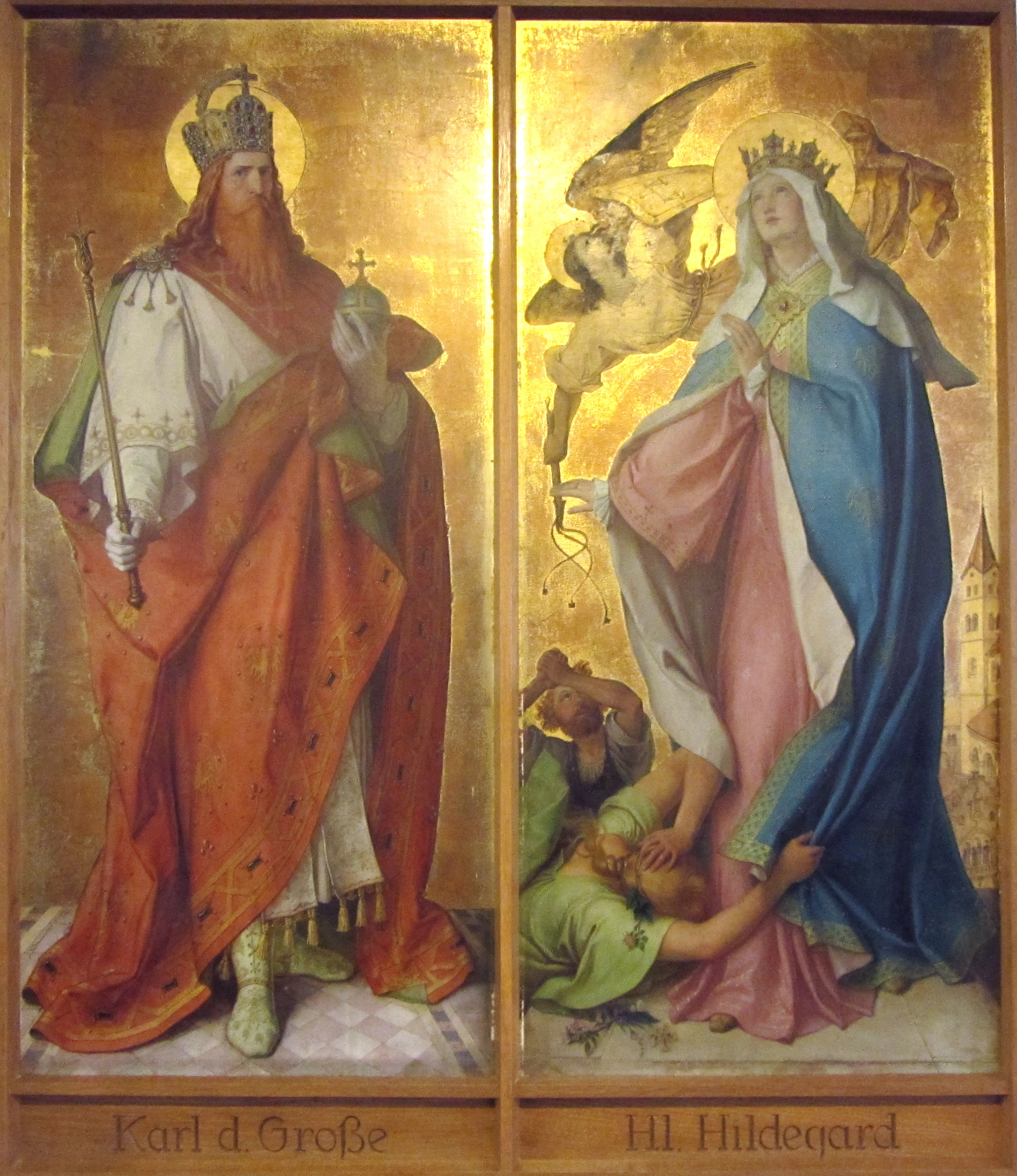
Representação de Carlos Magno e Hildegarda

No ano de 872, parte das relíquias de Hildegarda foram transladadas para o mosteiro de Kempten. Em 963, as relíquias receberam reconhecimento, passando então a ser invocada como beata. Em 1472, uma narrativa hagiográfica sobre a vida de Hildegarda foi compilada por ordem de João de Werdenau, abade de Kempten, onde foi destacado sua contribuição para a construção de mosteiros e curas numerosas ocorridas junto de sua sepultura.

## Família e filhos
Hildegarda e Carlos se casaram por volta de 30 de abril de 771 em Aix-la-Chapelle, e tiveram muitos filhos, entre eles:
- Carlos (772/773-811), conde de Maine a partir de 781, reinou como rei dos francos com o pai a partir de 800;
- Adelaide (773/774);
- Pepino (r. 773 ou 777-810), nascido Carlomano e renomeado no batismo. Rei da Itália a partir de 781;
- Rotrude (Hruodrud) (777–810);
- Luís, o Piedoso, rei na Aquitânia a partir de 781, sacro imperador romano-germânico a partir de 813 (sozinho a partir de 814) até 840;
- Lotário, irmão gêmeo de Luís, morreu jovem em 780;
- Berta (779–823?);
- Gisela (781–808?);
- Hildegarda (782–783?).

| Hildegarda de Vinzgouw Dinastia UdalrichingNascimento: 758 Morte: 783 |                               |                        |
| Precedido por: Desiderata                                             | Rainha dos Francos c. 771–783 | Sucedido por: Fastrada |
| Precedido por: Gerberga da Lombardia                                  | Rainha dos Francos c. 771–783 | Sucedido por: Fastrada |